# Górski Karabach
Górski Karabach (orm. Լեռնային Ղարաբաղ, Lernajin Gharabagh; azer. Dağlıq Qarabağ), oficjalnie: Republika Górskiego Karabachu (orm. Լեռնային Ղարաբաղի Հանրապետություն, Lernajin Gharabaghi Hanrapetutiun), także: Arcach, Republika Arcach (orm. Արցախի Հանրապետություն, Arcachi Hanrapetutiun) – państwo nieuznawane istniejące w latach 1991–2023, zamieszkane wówczas głównie przez Ormian, formalnie uznawane przez cały ten czas za część Azerbejdżanu, w rzeczywistości funkcjonujące jako samodzielny organizm państwowy. Jego faktyczne powstanie w dniu 6 stycznia 1992 roku (deklarację niepodległości uchwalono 2 września 1991 roku) wiąże się z konfliktem o Górski Karabach, toczonym od początku XX wieku przez Ormian i Azerów, którego kulminacyjnym momentem była wojna z lat 1988–1994. W 2020 roku wybuchły kolejne walki o Górski Karabach, które spowodowały zajęcie przez Azerbejdżan około 75% terytorium nieuznawanego państwa. W drugiej połowie 2023 roku, wskutek azerskiej ofensywy oraz kończącego ją zawieszenia broni, doszło do faktycznego rozwiązania struktur państwowych Republiki Górskiego Karabachu i zakończenia jej istnienia. Oficjalną datą rozwiązania struktur państwowych jest 1 stycznia 2024 roku.
Stolicą nieuznawanej republiki był Stepanakert.

## Status i pozycja na arenie międzynarodowej
Od momentu wejścia w życie 6 stycznia 1992 roku deklaracji niepodległości Republika Górskiego Karabachu była de facto niepodległym państwem, mającym własny parlament (Zgromadzenie Narodowe), prezydenta, organy władzy wykonawczej i sądowniczej, a także armię, która uchodziła za jedną z lepiej uzbrojonych i wyszkolonych armii na Kaukazie. Republika ta nie była jednak uznawana przez żadne państwo na świecie, nawet przez Armenię, mimo iż obowiązywała w niej ormiańska waluta – dram, ormiańskie tablice rejestracyjne na samochodach, zaś jej obywatele posiadali armeńskie paszporty. Władze Armenii wykazywały przy tym dużą życzliwość wobec Republiki Górskiego Karabachu.
Jednak de iure, w oparciu o zapisy prawa międzynarodowego, terytorium Republiki Górskiego Karabachu znajdowało się w granicach Azerbejdżanu. W 1993 roku Rada Bezpieczeństwa ONZ przyjęła cztery rezolucje dotyczące Górskiego Karabachu, w których potwierdzała przynależność spornego terytorium do Azerbejdżanu. Z kolei 14 marca 2008 roku Zgromadzenie Ogólne ONZ uchwaliło rezolucję, w której potwierdziło integralność terytorialną Azerbejdżanu, a także wezwało Armenię do wycofania wojsk z okupowanych terenów. Rezolucję przyjęto przy 39 głosach za, 7 przeciw i 100 wstrzymujących się. We wrześniu 2023 roku  w wyniku operacji wojskowej Azerbejdżan przejął kontrolę nad Górskim Karabachem.

## Ustrój polityczny

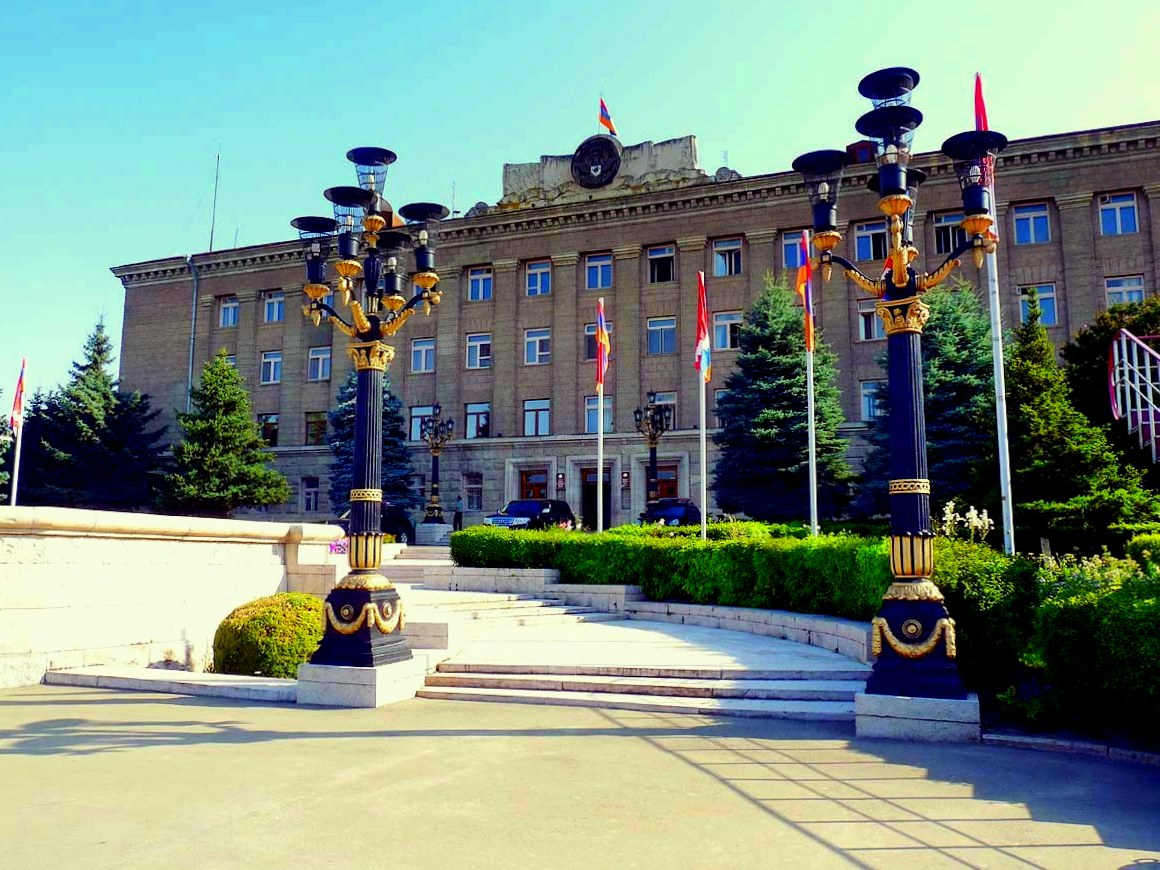
Pałac Prezydencki w Stepanakercie

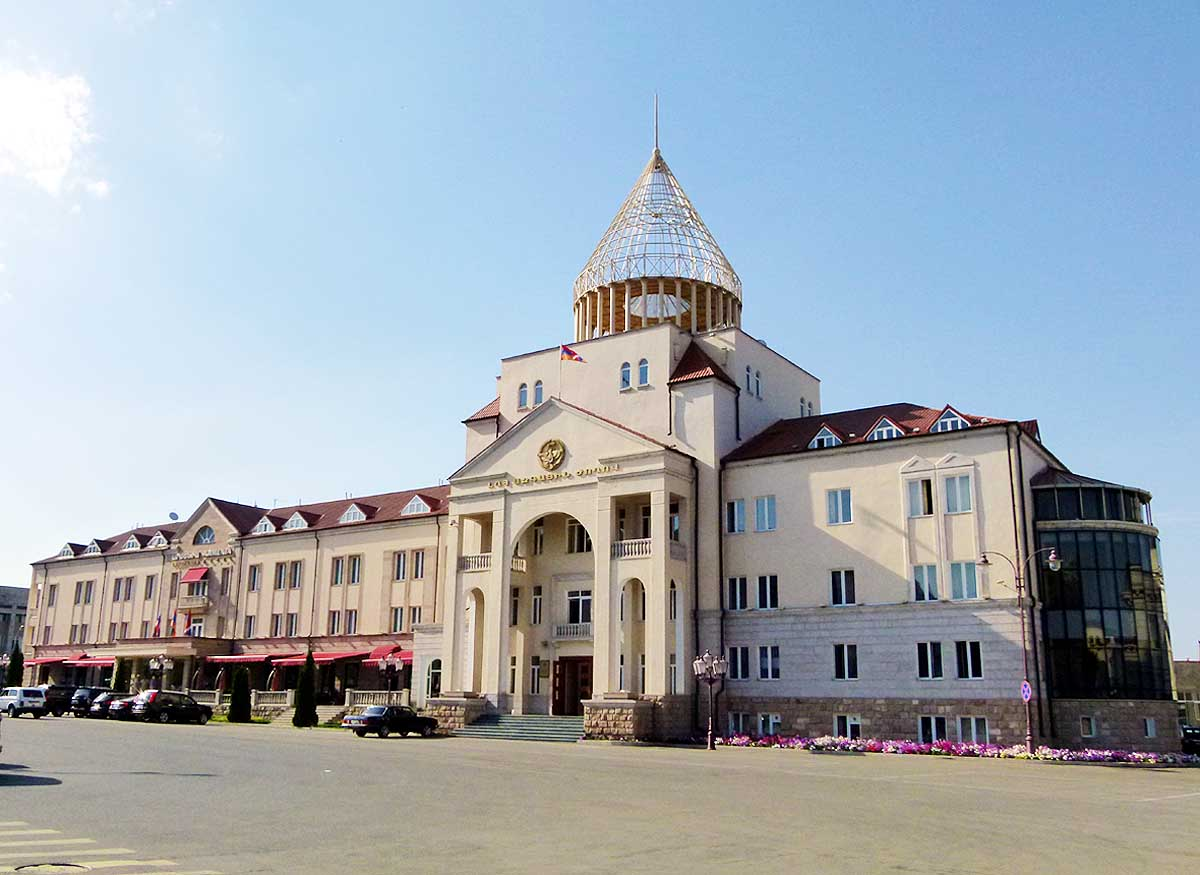
Siedziba Zgromadzenia Narodowego w Stepanakercie

Zgodnie z zapisami konstytucji, Republika Górskiego Karabachu była suwerennym, demokratycznym państwem socjalnym rządzonym przez praworządność. Obowiązywały w nim pluralizm polityczny i system wielopartyjny. Jej stolicą był Stepanakert. Głową państwa był prezydent wybierany na pięcioletnią kadencję, przy czym ta sama osoba nie mogła być wybrana na więcej niż dwie kadencje. Prezydent stał przy tym na czele władzy wykonawczej i pełnił funkcję naczelnego dowódcy sił zbrojnych. Władzę ustawodawczą sprawowało Zgromadzenie Narodowe, jednoizbowy parlament składający się z nie mniej niż 27 i nie więcej niż 33 deputowanych – liczbę deputowanych określał Kodeks Wyborczy. Zgromadzenie Narodowe wybierane było na pięcioletnią kadencję. Wybory prezydenta, Zgromadzenia Narodowego i rad gmin oraz referenda odbywały się na podstawie prawa do powszechnego, równego, wolnego i bezpośredniego prawa wyborczego, w głosowaniu tajnym.
Władza sądownicza w republice była stanowiona przez Sąd Najwyższy, Sąd Apelacyjny i sąd I instancji jurysdykcji ogólnej. W szczególnych przypadkach przewidzianych przez odpowiednie prawo mogły być tworzone inne wyspecjalizowane sądy.
Republika Górskiego Karabachu realizowała politykę mającą na celu współpracę polityczną, gospodarczą i wojskową oraz zapewnienie kompleksowych więzi i bezpieczeństwa z Republiką Armenii. Uznawała wyłączną misję Apostolskiego Kościoła Ormiańskiego jako Kościoła narodowego, w życiu duchowym narodu ormiańskiego, w rozwoju jego kultury narodowej i zachowaniu jego tożsamości narodowej.

## Podział administracyjny

Rejony Republiki Górskiego Karabachu w latach 1994–2020

Rejony Republiki Górskiego Karabachu według stanu na 2021 rok

Republika Górskiego Karabachu do walk w 2020 roku dzieliła się na 7 rejonów i stołeczne miasto Stepanakert (numery w zestawieniu odpowiadają tym, którymi rejony oznaczone są na mapie):
1. Rejon Martakert
2. Rejon Askeran
3. Miasto Stepanakert
4. Rejon Martuni
5. Rejon Szuszi
6. Rejon Hadrut
7. Rejon Szahumian
8. Rejon Kaszatagh

Po zakończeniu walk z 2020, w wyniku których Republika Górskiego Karabachu straciła na rzecz Azerbejdżanu około 75% terytorium, jej obszar został zredukowany w zasadzie do większej części samego terenu dawnego Nagorno-Karabachskiego Obwodu Autonomicznego, obejmując 4 rejony i miasto Stepanakert.

## Historia

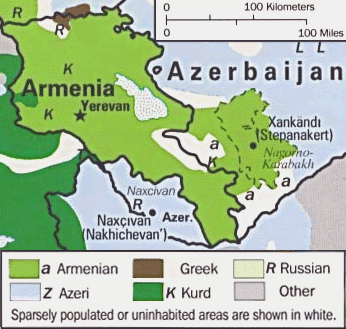
Stosunki etniczne w regionie w momencie wybuchu konfliktu w 1991 roku

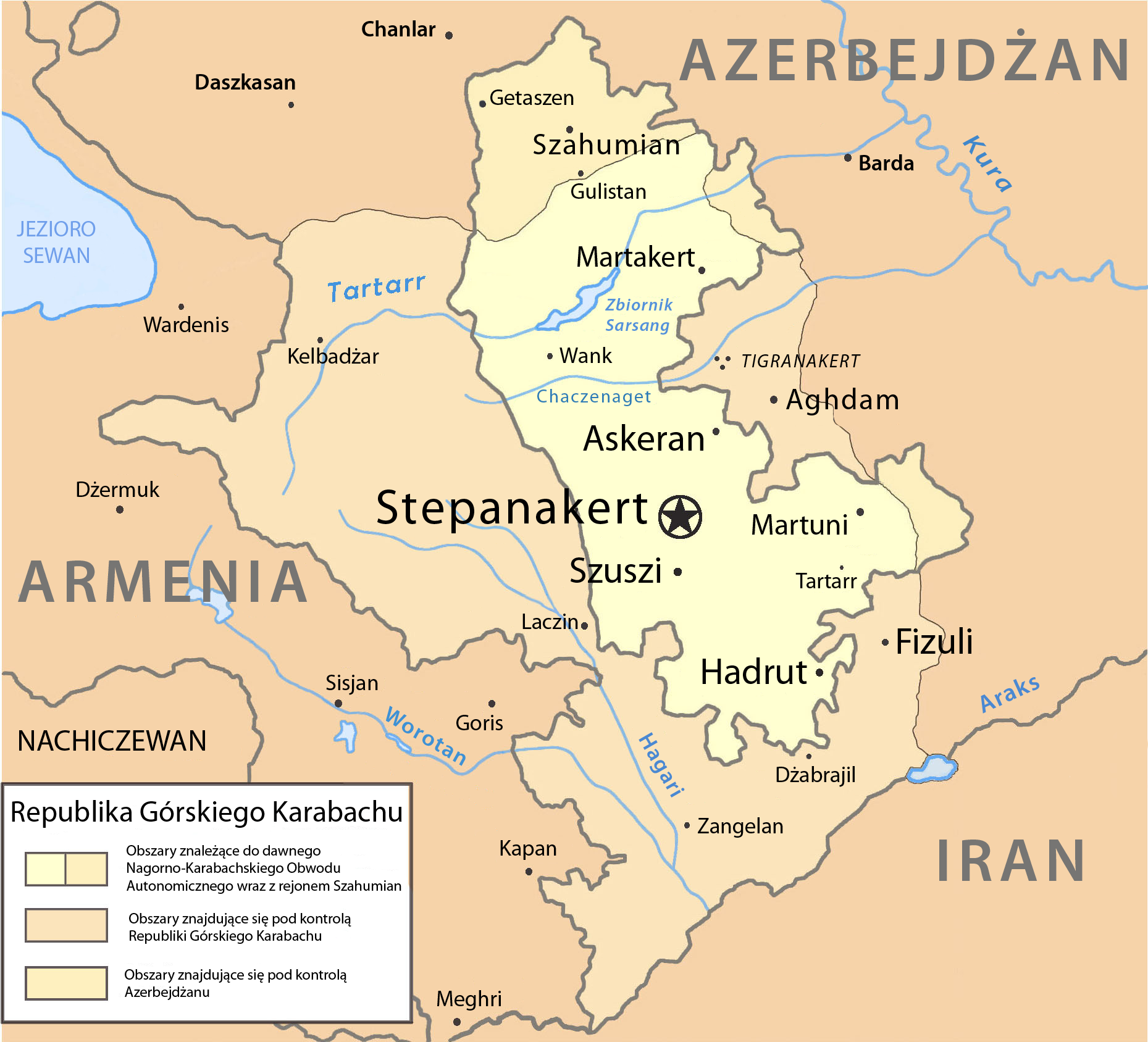
Mapa Górskiego Karabachu przed konfliktem z 2020 roku
Tereny dawnego Nagorno-Karabachskiego Obwodu Autonomicznego pod kontrolą Górskiego Karabachu
Tereny dawnego Nagorno-Karabachskiego Obwodu Autonomicznego pod kontrolą Azerbejdżanu
Tereny Azerbejdżanu pod kontrolą Górskiego Karabachu
Inne tereny

Tereny dawnego Nagorno-Karabachskiego Obwodu Autonomicznego pod kontrolą Górskiego Karabachu
     Tereny dawnego Nagorno-Karabachskiego Obwodu Autonomicznego pod kontrolą Azerbejdżanu
     Tereny Azerbejdżanu pod kontrolą Górskiego Karabachu
     Inne tereny

### Tło
Powstanie Republiki Górskiego Karabachu ściśle wiąże się z historią regionu o nazwie Górski Karabach. Pierwotnie obszar ten był zamieszkany przez ludność lezgińskojęzyczną. Następnie region w VI wieku p.n.e. znalazł się w granicach Persji pod rządami Cyrusa II Wielkiego. Od 189 roku p.n.e. do około 390 roku n.e. wchodził w skład prowincji Arcach, należącej do Wielkiej Armenii. Później znalazł się w kontrolowanej od 461 roku przez Persję Sasanidów Albanii Kaukaskiej. W IV i V wieku znaczna część ludności Górskiego Karabachu została chrześcijanami wskutek działań Apostolskiego Kościoła Ormiańskiego. Spowodowało to stopniową asymilację autochtonicznej ludności z narodem ormiańskim. Na początku VIII wieku Arabowie podbili Persję i wszystkie jej posiadłości, w tym także Albanię Kaukaską, przez co na tereny Karabachu przeniknął islam. Od początku IX do połowy XIV wieku Górski Karabach wchodził w skład ormiańskiego Księstwa Chaczen.
Na początku XVI wieku obszar Księstwa Chaczen został zdobyty przez Persję Safawidów, a następnie podzielony na pięć częściowo niezależnych księstw zwanych malikatami. W 1724 roku na mocy traktatu z Konstantynopola dużą część obszaru Persji podzieliły między siebie Imperium Rosyjskie i Imperium Osmańskie, a obszar Górskiego Karabachu wraz z innymi kaukaskimi prowincjami znalazł się w posiadaniu tego drugiego państwa. Dwanaście lat później Górski Karabach został podbity przez perskiego władcę Nadira Szaha Afszara przy wsparciu ormiańskich melikdomów. Po śmierci Afszara, w 1747 roku lokalny wódz turecki Panah Ali-han przejął kontrolę nad regionem i trzy lata później założył na jego terenie Chanat Karabachski, formalnie podległy Persji. W 1805 roku przywódcy Chanatu Karabachskiego i Imperium Rosyjskiego podpisali w Kürəkçay traktat, na mocy którego chanat miał przejść pod zwierzchnictwo rosyjskie w zamian za nienaruszenie prawa następców władcy karabachskiego do zarządzania wewnętrznymi sprawami kraju, jednak jeszcze w tym samym roku strona rosyjska odstąpiła od umowy, podejrzewając drugą stronę o nielojalność. W 1813 roku Persja przekazała obszar Chanatu Karabachskiego Imperium Rosyjskiemu w oparciu o zapisy traktatu z Gülüstanu. W 1822 roku Chanat Karabachski został zlikwidowany. Cztery lata później jego obszar został włączony do obwodu kaspijskiego, a w 1876 roku wszedł w skład guberni jelizawietpolskiej. W okresie przynależności do Imperium Rosyjskiego na terenie Górskiego Karabachu osiedlało się wielu Ormian, przy jednoczesnym opuszczaniu tych terenów przez Azerów, Kurdów i Lezginów.
W czasie I wojny światowej o tereny Kaukazu walczyły ze sobą Imperium Osmańskie i Imperium Rosyjskie. W listopadzie 1917 roku na Kaukazie Południowym powstał niezależny od centralnych władz rosyjskich rząd. W kwietniu następnego roku Gruzini, Ormianie i Azerowie utworzyli wspólne państwo, Zakaukaską Demokratyczną Republikę Federacyjną. W nowo powstałym państwie zaczęły kształtować się wewnętrzne podziały, które doprowadziły do utworzenia w maju 1918 roku trzech odrębnych krajów. Pomiędzy dwoma z nich, Armenią i Azerbejdżanem w następnym roku rozgorzały starcia zbrojne, których powodem była m.in. przynależność terytorialna Górskiego Karabachu. Stacjonujące na Kaukazie wojska brytyjskie, występując w imieniu aliantów przekazały te tereny Azerbejdżanowi, co wynikało z chęci umożliwienia Wielkiej Brytanii dostępu do złóż ropy naftowej nad Morzem Kaspijskim. Przynależność terenów do Azerbejdżanu potwierdzono, mimo protestów Armenii i Ormian, w 1920 roku na paryskiej konferencji pokojowej.
W 1920 roku Armia Czerwona zajęła Azerbejdżan, na obszarze którego powstała zależna od władz w Moskwie Azerbejdżańska SRR (kilka miesięcy później utworzono z kolei Armeńską SRR). Rosyjska Federacyjna SRR zdecydowała o pozostawieniu Górskiego Karabachu w granicach Azerbejdżańskiej SRR z uwagi na rozwinięcie dobrych relacji z państwem tureckim. W 1923 roku na obszarze Górskiego Karabachu powstał Nagorno-Karabachski Obwód Autonomiczny. Wskutek utraty niepodległości przez zainteresowane Górskim Karabachem kraje, konflikt o ten region na wiele lat uległ „zamrożeniu”. Jego eskalacja nastąpiła pod koniec lat 80. XX wieku z powodu osłabienia polityczno-gospodarczego ZSRR. 20 lutego 1988 roku na 20. zgromadzeniu delegatów Nagorno-Karabachskiego Obwodu Autonomicznego przyjęto rezolucję o przyłączeniu regionu do Armeńskiej SRR. W tym czasie pomiędzy Ormianami a Azerami dochodziło do incydentów, które z czasem przybierały na sile (masakra w Sumgaicie). W samej Armeńskiej SRR wybuchały przy tym masowe akcje protestacyjne, w których ormiańskie społeczeństwo domagało się przyłączenia Nagorno-Karabachskiego Obwodu Autonomicznego do swojego państwa.
13 czerwca 1988 roku Rada Najwyższa Azerbejdżańskiej SRR odmówiła wykonania rezolucji z 20 lutego, po czym 2 dni później Rada Najwyższa Armeńskiej SRR ją zatwierdziła i zwróciła się do władz radzieckich z prośbą o rozwiązanie problemu. Te, na mocy wydanej 18 lipca decyzji Rady Najwyższej ZSRR, zdecydowały o pozostawieniu Górskiego Karabachu w granicach Azerbejdżańskiej SRR. Począwszy od 20 stycznia 1989 roku Rada Najwyższa ZSRR ustanowiła w regionie specjalne władze, podlegające bezpośrednio rządowi radzieckiemu. Formalnie zostały one założone latem 1989 roku w postaci Rady Narodowej, złożonej z upoważnionych przedstawicieli górskokarabachskiego społeczeństwa. 1 grudnia 1989 roku Rada Najwyższa Armeńskiej SRR przyjęła nie mającą jednak mocy prawnej uchwałę o zjednoczeniu Nagorno-Karabachskiego Obwodu Autonomicznego z Armeńską SRR. W latach 1990–1991 miało miejsce zarówno kontynuowanie czystek etnicznych, jak i usiłowanie dyplomatycznego uregulowania konfliktu. W sierpniu 1991 roku wojska azerskie, które przebywały na większości obszaru Górskiego Karabachu od stycznia tego roku, rozpoczęły artyleryjski ostrzał Stepanakertu.

### Powstanie państwa
2 września 1991 roku Rada Narodowa Górskiego Karabachu uchwaliła Deklarację Niepodległości Republiki Górskiego Karabachu. 26 listopada 1991 roku Rada Najwyższa Azerbejdżańskiej SRR, będącej od 30 sierpnia tego roku niepodległym państwem, przyjęła uchwałę o likwidacji Nagorno-Karabachskiego Obwodu Autonomicznego. W zorganizowanym 10 grudnia 1991 roku referendum dotyczącym niepodległości Górskiego Karabachu przy frekwencji wynoszącej 82,2% ludność regionu przytłaczającą większością 99,89% głosów opowiedziała się za niepodległością. 6 stycznia 1992 roku górskokarabachski parlament przyjął na podstawie wyników referendum deklarację niepodległości, co oznaczało formalne utworzenie Republiki Górskiego Karabachu w granicach dawnego Nagorno-Karabachskiego Obwodu Autonomicznego i przylegającego do niego Rejonu Szahumian. W nocy z 25 na 26 lutego 1992 roku ormiańscy żołnierze dokonali na azerskich mieszkańcach wsi Xocalı masakry, z kolei dzień później oficjalnie ją zdobyli. Wydarzenie to było przyczynkiem do wzmożenia działań wojennych, w ramach których do końca 1993 roku zarówno wojska Armenii, jak i wojska górskokarabachskie zdobyły siedem należących do Azerbejdżanu prowincji, co umożliwiło Republice Górskiego Karabachu uzyskanie „korytarzy” łączących ją z Armenią i Iranem. Działania te spowodowały opuszczenie okupowanych terenów przez około 750-800 tysięcy Azerów, a także utratę przez Azerbejdżan ponad 10% terytorium. 9 maja 1994 roku Republika Górskiego Karabachu, Azerbejdżan i Armenia przy mediacji Rosji podpisały porozumienie z Biszkeku, ustanawiające zawieszenie broni w I wojnie o Górski Karabach.

### Próby uregulowania sporu wokół państwa
Na przestrzeni lat, jakie upłynęły od podpisania porozumienia z Biszkeku podejmowano wiele międzynarodowych inicjatyw, które miały uregulować armeńsko-azerbejdżański spór o Górski Karabach. Jeszcze w 1992 roku powstała Grupa Mińska, której zadaniem było pełnienie roli mediatora w konflikcie. W listopadzie 2007 roku w Madrycie odbyła się konferencja ministerialna OBWE z udziałem ministrów spraw zagranicznych Armenii i Azerbejdżanu, podczas której zostały wypracowane tzw. pryncypia madryckie. Zgodnie z nimi wojska ormiańskie miały zostać wycofane z azerskich prowincji poza regionem Górski Karabach w obrębie Republiki Górskiego Karabachu, po czym miano w nich rozmieścić międzynarodowe siły pokojowe i umożliwić powrót do nich ludziom, którzy musieli je opuścić w latach 1992–1993. Następnie, w bliżej nieokreślonym terminie zamierzano określić ostateczny status prawny Górskiego Karabachu (poprzez referendum lub głosowanie powszechne). 2 listopada 2008 roku podczas spotkania w Moskwie prezydenci skonfliktowanych krajów, İlham Əliyev i Serż Sarkisjan wraz z prezydentem Rosji Dmitrijem Miedwiediewem podpisali deklarację dotyczącą konfliktu o Górski Karabach, nieuwzględniającą jednak podjęcia żadnych konkretnych działań. Na początku grudnia 2009 roku w Atenach odbyło się posiedzenie Rady Ministerialnej OBWE z udziałem ministrów spraw zagranicznych krajów współtworzących Grupę Mińską, a także Armenii i Azerbejdżanu. Wydano wtedy pisemne oświadczenie o rozwiązaniu sprawy Górskiego Karabachu przy konieczności przestrzegania trzech zasad prawa międzynarodowego: nieużywania siły, prawa narodu do samostanowienia i poszanowania integralności terytorialnej.

### Lata 2008–2016: starcia zbrojne
Pomimo oficjalnego zawieszenia broni, na obszarze Górskiego Karabachu regularnie dochodziło do wymiany ognia. W marcu 2008 roku doszło do poważnych starć zbrojnych na granicy górskokarabachsko-azerbejdżańskiej, w wyniku których śmierć poniosło dwóch cywilów. Na przełomie lipca i sierpnia 2014 roku wywiązały się kolejne ostre starcia pomiędzy obiema stronami, w których według komunikatu Ministerstwa Obrony Narodowej Azerbejdżanu zginęło czternastu azerskich żołnierzy, zaś zgodnie z informacjami Ministerstwa Obrony Narodowej Republiki Górskiego Karabachu śmierć poniosło dwóch ormiańskich (nieoficjalne źródła mówiły o pięciu). W dniach 1–6 kwietnia 2016 roku w Górskim Karabachu miały miejsce najcięższe starcia zbrojne od czasu zawieszenia broni z 1994 roku. Zgodnie z oświadczeniem Ministerstwa Obrony Narodowej Armenii z 2 kwietnia starcia rozpoczął poprzedniego dnia atak sił azerskich na pozycje ormiańskie, zaś armia Azerbejdżanu tego samego dnia wydała komunikat o zabiciu przez Ormian dwunastu azerskich żołnierzy, zestrzeleniu azerskiego śmigłowca Mi-24 i zniszczeniu czołgu przez minę. Według nieoficjalnych źródeł w starciach zginęło łącznie około 350 osób, w tym ponad 100 cywilów.

### 2020–2023: kolejne starcia, blokada i azerska ofensywa; rozwiązanie państwa
27 września 2020 roku między Armenią a Azerbejdżanem wybuchły walki o kontrolę nad tym terytorium. Po dwóch tygodniach w Moskwie zostało zawarte zawieszenie broni, które jednak nie było w pełni przestrzegane mimo obustronnych deklaracji woli jego podtrzymania. W wyniku walk nastąpiły zdobycze terytorialne Azerbejdżanu na północy i na południu regionu, jednak sprzeczne komunikaty przekazywane przez przedstawicieli obu stron uniemożliwiły dokładne oszacowanie zmian granicznych. Minister spraw zagranicznych Rosji Siergiej Ławrow zapowiedział tydzień później to, że możliwe jest rozmieszczenie na linii walk rosyjskich sił pokojowych. 9 listopada 2020 roku premier Armenii Nikol Paszinian, prezydent Azerbejdżanu İlham Əliyev i prezydent Rosji Władimir Putin podpisali porozumienie o zawieszeniu broni, faktycznie kończące walki – weszło w życie dzień później. Zgodnie z jego zapisami, Azerbejdżan zachował tereny Górskiego Karabachu i okolicznych, współtworzących Republikę Arcach obszarów zajętych podczas konfliktu. Karabachscy Ormianie utracili także region Laçın (Laczyn), gdzie znajdowała się kluczowa droga łącząca Górski Karabach z Armenią. W porozumieniu wezwano, aby obszar o szerokości 5 km, tzw. korytarz laczyński, pozostał otwarty i był chroniony przez rosyjskie wojskowe siły pokojowe, składające się z 1960 żołnierzy stacjonujących w ramach pięcioletniego mandatu. Ministerstwo Obrony Rosji poinformowało, że jeszcze w dniu wejścia porozumienia w życie 12 wojskowych samolotów transportowych Ił-76 przywiozło do Armenii pierwszych ponad 200 żołnierzy sił pokojowych wraz z wyposażeniem.
12 grudnia 2022 roku rozpoczęła się blokada korytarza laczyńskiego. W dniach 19–20 września 2023 roku Azerbejdżan rozpoczął ofensywę wojskową na Górski Karabach. 20 września 2023 roku władze zbuntowanego regionu ogłosiły, że są gotowe negocjować reintegrację z Azerbejdżanem, a karabaska armia poddała się całkowitemu rozbrojeniu. W zawarciu zawieszenia broni pośredniczyła Rosja. W rezultacie rozpoczęła się masowa ucieczka ludności ormiańskiej z obszaru Górskiego Karabachu. 28 września 2023 roku prezydent Górskiego Karabachu Samwel Szahramanian podpisał dekret o rozwiązaniu od 1 stycznia 2024 roku wszystkich struktur państwa. Decyzja była wynikiem wcześniejszej ofensywy Azerbejdżanu i zawieszenia broni. Dekret daje wybór ludności, w szczególności ludności pochodzenia armeńskiego, by poddać się nowej władzy i zostać obywatelami Azerbejdżanu, albo opuścić teren Górskiego Karabachu. Znaczna część mieszkańców Górskiego Karabachu opuściła region, co doprowadziło do tzw. eksodusu Ormian.

## Demografia
W 1989 roku Górski Karabach zamieszkiwało 145 593 Ormian (76,4%), 42 871 Azerów (22,4%), i kilka tysięcy Kurdów, Rosjan, Greków i Asyryjczyków. W okresie 1992–1993 większość Azerów i Kurdów uciekła z regionu. Głównym językiem Górskiego Karabachu jest język ormiański, jednak używany w nim dialekt jest znacząco różny od używanych w Armenii. W 2001 roku 95% ludności stanowili Ormianie; obecni byli też Kurdowie, Grecy i Asyryjczycy. W marcu 2007 roku władze podały liczbę ludności wynoszącą 138 000.